# Chtchi
Le chtchi (en russe : щи, substantif pluriel) est une soupe très répandue en Europe de l’Est et, plus particulièrement, en Russie, dont le principal ingrédient est le chou. C'est l'entrée traditionnelle des repas russes depuis plus de mille ans. 
Le chou utilisé est généralement celui de la choucroute, auquel on ajoute de la viande, il est alors appelé chtchi aigre. La variante la plus riche comprend du chou, de la viande (de manière plus rare, du poisson), des carottes, des condiments — oignons, céleri, ail, poivre, aneth, feuille de laurier —, des composants acidulés — pomme, smetana (crème fraiche épaisse), cornichons. Elle est mangée avec du pain de seigle.
Cette soupe est longuement mijotée à petit feu (comme beaucoup de soupes de l’est de l’Europe). Autrefois, la préparation passait de longues heures au four.
Elle a généralement une saveur acidulée, à cause de la choucroute ou de l’ajout de saumure ou d’autres produits aigres.